# Rurutia
Rurutia（ルルティア），日本女歌手、作曲家。
藝名Rurutia是自身的基督教洗禮名，由雙親的朋友，出身於大溪地島的神父命名。在大溪地語的意思就是「下雨」（rorotea），由於當地雨水稀少，所以也有「恩惠之雨」的含義。

## 音樂性
RURUTIA自幼開始學習彈奏古典鋼琴。 學生時代受到朋友自殺的衝擊，為了整理自責和悲傷的感情，開始了制作歌曲。 音樂風格主要受古典音樂和额我略平咏聖歌的影響。
作詞作曲的方法，是先把旋律和當時印象的言語記錄下來，然後寫作歌詞。 除了作詞作曲外，她也使用合成器和音樂序列器進行編曲和編排，兼備創作和編曲的能力。在出道前，就已經擁有DTM音樂製作相關知識，使用的DAW軟體是Logic，使用「Roland」、「SampleTank2」、「Atomosphere」、「Trilogi」和「Stylus」等合成器作為音源。
獨特的歌唱方法屬於Whisper voice系，一種被形容為「妖精的聲音」，具治癒效果的聲線。

## 履历

### 2001年
- 6月前  RURUTIA通过朋友交付唱片Demo予CraftsmanMusic音乐事务社社长佐藤鹰，并被发掘开启音乐生涯。

- 6月~8月  RURUTIA与东芝-EMI唱片公司签约。

- 9月  出道单曲『愛し子よ』封面摄影期间，RURUTIA受“911”事件影响精神恍惚工作延期。

- 10月6日  出道单曲『愛し子よ』发售，RURUTIA借此正式出道。

- 10月  新曲『愛し子よ』被用于音乐情报节目『sakusaku』的十月的片尾曲。

- 11月  东芝-EMI官方网站开设。并为应援店定制『愛し子よ』与『ロスト バタフライ』合版宣传碟。

- 12月6日  第二张单曲『ロスト バタフライ』发售。被各地方FM点播播放，当关于曲名及艺人名等询问纷纷到来时，一下引发关注，连续五周Oricon上榜，销量累计破万。

- 12月  音乐网站beatrip.com中期间限定特设网页"Rurutia'sRoom"开设。手机网站"rurutia.com"开设。第二年与官方网站合并。

### 2002年
- 2月1日  Regular番组·FM爱知广播节目『Rurutia R°』（每周五、六、日23:55～24:00）放送开始。

- 2月4日  Regular番组·bay-fm广播节目『ARTIST PARADISE with Rurutia』（每周二25:05左右～约20分）放送开始。

- 2月  『ARTIST PARADISE with Rurutia』网络流媒体放送開始。比FM放送稍晚几天，每周一回，可以与FM收听到相同内容。

- 2月17日  excite.co.jp举行专辑Web先行试听会『RURUTIA Listening Party of R°』。特设B.B.S.（期间限定）设置并运营。

- 3月4日  应听众的强烈反响『RURUTIA Listening Party of R°』广播节目再放送。

- 3月6日  首张专辑 『R°』发售，初回盘附赠『RURUTIA文库』第一卷『R°+』。

- 3月6日～3月12日  新宿ALTAVision毎天23:15～23:45播送首张专辑『R°』的收录曲。

- 4月  Regular番组·bay-fm将『ARTIST PARADISE with Rurutia』播放时间改为每周四。

- 5月2日&09日  『ARTISTPARADISE with Rurutia』节目中首次将『RURUTIA 文库』第一卷『R°+』中揭载的文章播送出来。

- 5月26日  根据RURUTIA的形象而制作的广播剧『恵みの島～星のつぶやき（恩惠之屿~繁星的呢喃细语）』获得民放连赏（娱乐部门参加作品）。FM東京先行放送。

- 6月19日～6月21日  FM广播JFN系中，广播剧『恵みの島～星のつぶやき』放送。这是记忆丧失的少女与背负着过去的男人的恋爱物语。

- 6月26日  第三张单曲『ゆるぎない美しいもの』发售。广播剧『恵みの島～星のつぶやき』66分钟内容完全收录。

- 6月27日  Regular番组·bay-fm广播节目『ARTIST PARADISE with Rurutia』播放结束。

- 7月1日～7月31日  限定期间·FM爱知『RURUTIA ゆるぎない美しいもの』广播节目（每周一～四23:55～24:00）播送并放送RURUTIA的歌曲。

- 9月30日  第四张单曲『朱雀の空』发售。RURUTIA亲自参与了第一部短篇电影『朱雀の空』的剧情创作，并收录在同名单曲中。

- 10月4日  短篇电影『朱雀の空』录像于TSUTAYA東京3家商店免费出租。

### 2003年
- 1月26日 第五张单曲『シャイン』发售，初回盘附赠『RURUTIA文库』第二卷「宙（そら）に浮かぶ水」。

- 2月26日  第二张专辑『Water Forest』发售。『シャイン ～ヒマラヤンハーモニー～ feat. インドラ』被收录在东芝EMI合集『New ASIA ～the most relaxing～ feel presents』中。

- 6月21日～7月4日  RURUTIA作曲佐藤鹰编曲的第二部短篇电影『MEMOIR』（监督：窪田崇 主演：蒼井優）于SkyPerfect TV节目中播放。

- 8月23日  江户川区综合文化中心举办的活动"M-REVO EXPRESSION"中，『MEMOIR』上映。

- 8月24日  SkyPerfect TV 749频道So-net Channel节目『The Creators JAM：COMUNICATION『KECHI　MATSULI』』中、『MEMOIR』播放。

- 10月5日  由RURUTIA担当片头曲和片尾曲的电视动画『ポポロクロイス（波波罗库罗伊斯物语）』于东京TV开始播放。在同节目的CM时段，主题曲『トロイメライ』的单曲宣传CM播放。

- 10月29日  第六张单曲『トロイメライ』发售。由 窪田崇 监督的PV收录于单曲的CD-EXTRA中。

- 12月10日  Indra的专辑『kumari』中参与合声部。除『シャイン』和『思季』笛声版外，佐藤鹰多首作曲也同时收录。

- 12月26日  动画『ポポロクロイス』录像&DVD化。Vol.1发售。之后Vol2、3发售。DVD的Vol.1収録『トロイメライ』的PV。

### 2004年
- 6月1日  官方網站改版。"blue zone"與"red zone"合并。手機向網頁"mobile zone"改為手機専用，普通PC無法連接。

- 6月7日  音楽情報網站BARKS中、ルルティア特集網頁開放。期間限定提供『プロミスト·ランド』全曲試聴與PV試聴。（6月15日截止）

- 6月9日  第三張專輯『プロミスト·ランド』發售。

- 6月17日  音楽情報站BARKS、ルルティア復刻特集系列開始。「朱雀の空」的短篇電影同廣播劇「恵みの島」、bayfm「ARTIST PARADISE」等期間限定Streaming公開。

- 7月16日～7月31日，8月16日～8月31日 短編電影「MEMOIR」、于スカイパーフェクTV!、カミングスーンTV節目中再次播放。

- 11月11日  由ルルティア負責音樂的短編電影「きみの秘密、僕のこころ」（監督·窪田崇／主演·忍成修吾、大沢あかね）、于川口SKIPシティ的川口摩托賽場宣布試映。川口市長岡村幸四郎同摩托選手森且行都參與觀賞。

- 11月22日  「きみの秘密、僕のこころ」、于ExciteCINEMA最先網絡獨家發布開始。

12月9日～1月22日  使用了ルルティア楽曲的廣播劇「ラッセ·ハルストレムがうまく言えない」在FM無線電JFN系「円都通信」內開始播放。1次／週、全7集播放。寒竹ゆり·腳本、窪田崇·監督、出演·池脇千鶴、津田寛治、滝沢涼子、前田綾花、ムッシュかまやつほか。

### 2005年
- 1月8日  包括「きみの秘密、僕のこころ」在內的5部新進制作人的短篇電影于己于"MOVIE HUSTLE"、テアトル池袋的劇場公開放映。連日晚場播放、截止21日放映。同時，So-net和NTTフレッツスクウェア的網上發布也開始。

- 2月16日  「きみの秘密、僕のこころ」、DVD発売。

- 2月26日～3月13日  ルルティア擔當片頭曲的特別電視劇「彼らの海VII -Wish On The Polestar-」，于Fujiテレビ系各局放送（テレビ熊本·電通制作）。出演·木村了、長谷部優、石橋蓮司等／監督？窪田崇。

- 3月2日  第七張Single「プライマリー」發售。電視劇「彼らの海VII -Wish On The Polestar-」片頭曲。短篇電影「きみの秘密、僕のこころ」結尾曲「リラが散っても」、DVD動畫「鴉 -KARAS-」主題曲「セレナイト」這2首的錄入。另外、「きみの秘密、僕のこころ」于CD-EXTRA中完全収録。

- 4月13日  第四張專輯『Meme（ミーム）』發售。

- 5月28日起用了Rurutia「月光石」為主題曲的動畫DVD「鴉 -KARAS-」第一話發售。此為龍之子Production株式會社四十周年紀念作品。第二話將于10月29日發售。

- 6月18日 由Rurutia負責音樂的電影「楳図かずお 恐怖劇場」、于澁谷Eurospace劇場公開上映。此後，將在神戸、名古屋、京都等地區依次上映。

- 6月22日 原聲集『「楳図かずお 恐怖劇場」：Rurutia Tracks』發行。本作品收錄了在電影里使用的兩首主題曲以及Rurutia歌曲的樂器演奏版本。本張作品之後，與東芝EMI的合約終止。轉入地下音樂活動。

- 9月1日 設立了屬地下音樂的唱片公司PHOERIX RECORDS。CRAFTSMAN MUSIC擔任運營和發售源。

- 10月5日 官方網站改版。由東芝EMI轉交CRAFTSMAN MUSIC接管。設立了Interview、BBS等新欄目，并首次揭載訪談。

- 10月19日 官方網站開始配送網絡廣播“RURUTIA Planet”，包含Rurutia首次Freetalk。不定期更新。

- 10月29日 楳図かずお恐怖劇場、DVD發售。第1彈為、「蟲之家」與「絕食」的兩枚組。此後，六個作品將分為三卷依次發售。

- 11月21日 移入PHOERIX RECORDS後的第一彈單曲，總第八張單曲「スピネル」發行。

### 2006年
- 1月26日 第九張單曲「微笑みのマリア」發行。

- 1月26日～1月29日  劇團AND ENDLESS成立十周年紀念公演「forty seasons and endless BIRTHDAY」（作・演出／西田大輔 出演／西田大輔、窪寺昭ほか），由Rurutia負責主題曲，并在東京Globe上演。

- 5月1日～6月11日  劇團AND ENDLESS公演「美しい水」在東京和神戶上演。起用了Rurutia的新曲「玎玲手心」為「Blue（義経・復讐 編）」主題曲，此外，還分別在「White（義朝・清盛 編）」和「Blue（義経・復讐 編）」中使用了「Elements」和「Lost Butterfly」。

- 5月8日   新感覺音樂情報季刊「Presenter（プレザンテ）」第三期發售，內含Rurutia首次平面媒體訪談（兩大面／4頁），談論最新單曲「玎玲手心」和出道以來的經歷。

- 5月31日  第十張單曲「玲々テノヒラ」發行。

- 9月6日～9月10日  劇團AND ENDLESS公演「美しい水」追加公演。

- 11月6日  官方網站揭載Rurutia首次訪談的影片。

- 11月8日   移入地下音樂以來的首張專輯、總第五張專輯「Chorion」發售。

- 12月16日  音樂情報季刊「Presenter（プレザンテ）」第四期發售，兩大面（4頁）揭載關于「Chorion」的訪談。

### 2007年
- 2月25日 「RURUTIA Planet No.012」广播放送，Rurutia阐述了对下一张专辑的构想。

- 4月7日  官方網站Rurutia Planet欄目開始大量募集歌迷的原創音樂（MIDI／現場演奏／演唱等）和文字，「RURUTIA Planet No.013」广播放送。

- 5月18日 第一张迷你专辑「Opus」歌曲构成发布，三首新曲，三首「Ballade Ver」及两首「Music Box Ver」新编曲。

- 6月4日 「RURUTIA Planet No.014」广播放送，内容为对「Opus」迷你专辑的介绍及分享歌迷来信。

- 6月27日 mini album「Opus」發售

- 8月28日 與「groove digital entertainment 」合作，在官網上提供「Contents Download 」，網上下載chorion專輯

- 9月10日「RURUTIA Planet No.015」广播放送，谈到迷专「Opus」中的c/w（coupling with）曲的制作。

- 11月16日「RURUTIA Planet No.016」广播放送，介绍募集文稿及歌迷制作的音乐等原创作品。

### 2008年
- 3月15日 「RURUTIA Planet No.017」广播放送，对第二張mini album「氷鎖」进行了介绍。

- 3月22日 Rurutia擔當此日公開的恐怖電影「口裂け女2」的主題曲Vocal。

- 3月31日 第二張mini album「氷鎖」歌曲构成及发售期公布，两首新曲，四首「Ballade Ver」及两首「Music Box Ver」新编曲。

- 4月23日 官网「Discography」页面开始提供「氷鎖」的试听。

- 4月30日 第二張mini album「氷鎖」發售

- 9月6日 「RURUTIA Planet No.018」广播放送，谈到了Rurutia的近况及mini album「氷鎖」。

### 2009年
- 1月6日  自2009年起官網工作人員于每年初開始在官網向Rurutia的歌迷表達新年祝福。

- 2月8日 「RURUTIA Planet No.019」通過「Podcast」和「iTunes」放送，介紹了Rurutia對新專「Seirios」的闡釋。

- 2月10日 開始可以從官方網頁預訂新專輯「Seirios」，其中前30名可以得到RURUTIA首次放出的親筆簽名明信片，首300名可以得到明信片贈品。

- 2月27日 第六張專輯「Seirios」發售。

- 4月10日 手機販賣音樂渠道開通，同時揭載Rurutia訪談文本。

- 7月30日 「RURUTIA Planet No.020」放送，其中Rurutia表述說“「Seirios」毫無保留地表達了現在的我”並介紹了諸位歌迷來信。

### 2010年
- 8月20日 第三張迷你專輯發售期公布，附有評論爲以Rock爲基礎的具有濃烈色彩的重塑並跌宕Rurutia世界的一張迷專。

- 10月3日 官網公布「Behind the blue」的發售附送明信片及日本十家指定的唱片販賣店。

- 10月7日 第三張迷你專輯「Behind the blue」發售。從指定唱片店可購得附明信片的專輯。

### 2011年
- 3月13日 官網公開了Rurutia的第一封親筆信，強烈並誠摯地表達了對日本大地震受難者的擔憂，並祈禱受難者能及時得到溫暖的援助。

- 4月5日 「RESONANCE」开始提供试听，介绍了除以往两种银行汇款外新增的邮政汇款。

- 4月24日 官方公布了日本各地可直接购买Rurutia迷专的15所唱片贩售店及两家网购网站。

- 4月27日 第四張迷你專輯「RESONANCE」發售。從指定唱片店可購得附明信片及海報的特典專輯。專輯一部分收益將捐贈日本紅十字會以支持311日本大地震的救災工作

- 5月3日 更新了日本海外从官网购买专辑的介绍，采用国际EMS邮递及Paypal付款。

- 8月19日，官方方面放出消息，Rurutia在創作完《Resonance》之后就患上了失語症（據說為壓力所造成的創傷），目前正在恢復中。

### 2012年
- 1月6日 官網發布消息，今年將是Rurutia複活之年。my space的官網空間放出了往期Rurutia Planet的試聽。

- 4月29日 官网发布信息称Rurutia经过长时间的疗养，已经克服了身体上的困难与新的团队投入到了新专辑的制作当中。此次的新专辑包含15首歌，具体的情报将会在“information”栏目中予以告知。Rurutia Planet的情报也将会在“information”栏目中随时更新。

- 4月30日 Rurutia本人在官網上更新信息以表達對于一直關心和等待著她的粉絲們的感謝，並表示“今後更加貼近大家的喜與悲，一直在大家身邊，繼續竭力地作曲唱歌”。

- 5月1日 Rurutia擔任6月28日發售的PS3遊戲 「アーシャのアトリエ～黄昏の大地の錬金術士」主題曲「Mystic Pendulum」

- 7月3日 Rurutia 接受PS3遊戲 「アーシャのアトリエ～黄昏の大地の錬金術士」的聲樂指導岡村佳人的訪談，並於animate.tv網頁上公佈。同時公佈第七張專輯「NODE from R」於2012年9月5日發售。

- 7月4日 于2012年5月5日開設的Rurutia Offical Facebook專頁正式在官網公佈。

- 9月5日 第七張專輯「NODE from R」發售。

### 2015年
- 4月 移籍至FUTURE SOUND(未来ノ音)，并先行限定公开两首新曲「Not Afraid」 & 「Don't look at the color」试听。
- 11月18日 個人第11張單曲『Don't look at the color』正式發行，除收錄之前公開的「Not Afraid」 & 「Don't look at the color」外，還收錄一首歌曲「Little in my Little」，此歌曲也是遊戲『蘇菲的鍊金工房～不可思議書的鍊金術士～』的結尾曲。

### 2024年
- 5月12日 於Instagram公告將於同年底12月31日正式退出音樂圈。

### 电影
1. 第一部短篇电影：『朱雀の空』 
- 主题曲：『朱雀の空』

- 开场曲：『朱雀の空』的钢琴版本

- 结尾曲：『Heart Dance（ハートヴォイス・バージョン）』（出自单曲碟「爱し子よ」）。

2. 第二部短篇电影：『MEMOIR-メモワール』
- 主题曲：『パヴァーヌ（帕凡舞曲）』

- 背景乐&插曲：『パヴァーヌ（帕凡舞曲）』的钢琴版本

- 结尾曲：『パヴァーヌ（帕凡舞曲）』的吉他版本

- ★『パヴァーヌ（帕凡舞曲）』两个乐器版均为RURUTIA御用编曲家「佐藤鹰」编曲并演奏。

3. 第三部短篇电影：『きみの秘密、仆のこころ（你的秘密、我的心）』
- 主题曲：『リラが散っても（即使丁香凋谢）』

- 开场曲：『Heart Dance』（出自专辑「R°」）

- 背景乐&插曲：『パヴァーヌ（帕凡舞曲）』的钢琴版本； 『リラが散っても』的钢琴版本。

- ★『リラが散っても』的钢琴版本为片中女主角「大沢あかね」真实演奏，并被收录在『きみの秘密、仆のこころ』的DVD碟中。

4. 第四部短篇电影：『人鱼姫と王子（美人鱼和王子）』 
- 背景乐&插曲：『爱し子よ（亲爱的宝贝）』 ；『トロイメライ（幻梦）』

5. 『楳図かずおの恐怖剧场』系列中的六部恐怖电影
- 开场曲：『蝶ノ森』

- 结尾曲：『コバルトの星』

第一部：まだらの少女（斑点少女）
- 背景乐&插曲：『トロイメライ（幻梦）』；『蝶ノ森』；『Neo』；『コバルトの星（钴星）』

第二部：ねがい（恶愿）
- 背景乐&插曲：『知恵の実（智慧的果实）』；『エレメンツ（Elements）』

第三部：虫たちの家（蛊虫之家）
- 背景乐&插曲：『満ちる森（载满悲伤的森林）』

第四部：绝食（绝食美女）
- 背景乐&插曲：『プライマリー（Primary）』；『エレメンツ（Elements）』

第五部：プレゼント（礼物）
- 背景乐&插曲：『ハレルヤ（哈利路亚）』；『仆らの箱庭』

第六部：DEATH MAKE
- 背景乐&插曲：『仆の宇宙 君の海』；『サンクチュアリ（圣地）』；『パヴァーヌ（帕凡舞曲）』

- ★此恐怖剧场系列中除了开场曲和结尾曲，其它无人声的背景乐及插入曲均为「佐藤鹰」编曲。

6. 恐怖电影『口裂け女2』
- ★该电影中并未使用RURU的歌曲，而是在其开场曲中RURU参与了一小段哼唱。

### 广播剧
1． 第一部广播剧：『恵みの岛～星のつぶやき』
- 主题曲：「ゆるぎない美しいもの（不变的美丽）」

- 第一话：「ロスト バタフライ」「仆の宇宙 君の海」「雨の果て」 「仆らの箱庭(Inst Ver)」

- 第二话：「知恵の実」「ハートダンス」「爱し子よ」「赤いろうそく」

- 第三话：「银の炎」

2． 第二部广播剧：『ラッセ·ハルストレムがうまく言えない』
- 主题曲：『朱雀の空』的钢琴版本

- 背景乐&插曲：『Neo』；『シンシア』

- 结尾曲：『maururu roa』

### 动画
1． 第一部动画：TV动画『ポポロクロイス はじまりの冒険（波波罗克洛伊斯物语 初次冒险）』 
- 开场曲：『トロイメライ』

- 结尾曲：『月千一夜』

- ★『ポポロクロイス はじまりの冒険』为『ポポロクロイス』的前1-13集。

2． 第二部动画：OVA动画『鸦－karaS－』 
- 主题曲&结尾曲：『セレナイト』

- ★仅为『鸦－karaS－』前三话的主题曲兼结尾曲。

### 游戏
1．第一部游戏：PS2游戏『ポポロクロイス』
- ★『トロイメライ』、『月千一夜』被收录在PS2游戏『ポポロクロイス』的BGM（背景乐）碟中。

2．第二部游戏：PS3游戏『アーシャのアトリエ～黄昏の大地の錬金术士～』
- ★『Mystic Pendulum』作为该游戏的世界印象主题曲，被收录在该游戏主题曲碟〖Twilight Hour アーシャのアトリエ~黄昏の大地の錬金术士~ボーカルアルバム [Soundtrack]〗中。

3．第三部游戏：PS3游戏『エスカ&ロジーのアトリエ～黄昏の空の錬金术士～』 
- ★『Pluie』作为该游戏的终章主题曲，被收录在该游戏主题曲碟〖Twilight Sky(トワイライトスカイ) エスカ&ロジーのアトリエ～黄昏の空の錬金术士～ボーカルアルバム [Soundtrack]〗中。

### 舞台剧
1． 第一部舞台剧：剧团「AND ENDLESS」出演的『BIRTHDAY』
- 主题曲：『微笑みのマリア』

2． 第二部舞台剧：剧团「AND ENDLESS」出演的『美しの水』
- 「Blue （义経・复讐 编）」篇章中：『玲々テノヒラ』、『ロストバタフライ』
- 「White（义朝・清盛 编）」篇章中：『エレメンツ』

### 广播节目
1． 前三部广播节目：『Rurutia R°』； 『ARTIST PARADISE with Rurutia』； 『ルルティア Listening Party of R°』 

2．现存的广播节目：『RURUTIA PLANET』
- 前20期开场曲&结尾曲：『トロイメライ』

- 第21期开场曲：『Mystic Pendulum』

### 其他
1．日剧：『彼らの海 VII～Wish On The Polestar～』（他们的海 第七章～在北极星上许愿～）
- 主题曲：『プライマリー（Primary）』

- 背景乐&插曲：『プライマリー（Primary）』钢琴版本

2． 音乐情报节目：Tvk 『saku saku』
- 结尾曲：「爱し子よ」

- ★仅于2001年10月份时被用作结尾曲。

## 音樂作品

### 单曲
1. （2001年10月6日發售）
  - 電影『美人魚和王子』插曲
2. （2001年12月6日發售）
  - ORICON 最高位置97位
  - 電台ヘヴィー・ローテーション・オンエアチャート 獲得得一位 劇團AND ENDLESS 10周年紀念公演『美しの水』劇中歌
3. （2002年6月26日發售）
  - TOKYO FM·JFN系『JET STREAM』內廣播廣播劇『LOVE SOUNDS ON JET STREAM ミッドナイト・ラジオドラマ　恵みの島～星のつぶやき』主題歌
4. （2002年9月30日發售）
  - 短篇電影『朱雀の空』主題歌
5. （2003年1月22日發售）
6. （2003年10月29日發售）
  - ORICON 最高位置55位
  - M-1「トロイメライ」：TV東京系動畫片『ポポロクロイス はじまりの冒険』插曲
  - M-2 「月千一夜」：TV東京系動畫片『ポポロクロイス はじまりの冒険』片尾曲
7. （2005年3月2日發售）
  - ORICON 最高位置197位
8. （2005年11月21日發售）
9. （2006年1月26日發售）
  - 劇團AND ENDLESS 10周年記念公演『forty seasons and endless BIRTHDAY』主題歌
10. （2006年5月31日發售）
  - 劇團AND ENDLESS 10周年記念公演『美しの水』劇中歌
11. Don't Look at The Color（2015年11月18日發售）

### 专辑
1. （2002年3月6日發售）
  - ORICON 最高位置90位
2. （2003年2月26日發售）
  - ORICON 最高位置226位
3. （2004年6月9日發售）
  - ORICON 最高位置111位
4. （2005年4月13日發售）
  - ORICON最高位置135位
5. （2006年11月8日發售）
6. （2009年2月27日發售）
7. （2012年9月5日發售）
  - ORICON最高位置217位

### 迷你专辑
1. （2007年6月27日發售）
2. （2008年4月30日發售）
3. （2010年10月7日發售）
  - ORICON 最高位置283位
4. （2011年4月27日發售）

### 原声专辑
1. （2005年6月22日發售）

### 参加作品
1. 「Mystic Pendulum」 from 『Twilight Hour アーシャのアトリエ〜黄昏の大地の錬金術士〜 ボーカルアルバム』
2. 「Pluie」 from 『Twilight Sky エスカ&ロジーのアトリエ〜黄昏の空の錬金術士〜 ボーカルアルバム』
3. 「Phronesis」 from 『PLACHTA ソフィーのアトリエ〜不思議な本の錬金術士〜ボーカルアルバム』
4. 「Little in my Little」 from 『ソフィーのアトリエ~不思議な本の錬金術士~オリジナルサウンドトラック』

## 演出
廣播節目
- Rurutia R°（FM愛知、2002年2月 - 6月）
- ARTIST PARADISE with Rurutia（bay fm、2002年2月4日 - 6月27日）
- ルルティア ゆるぎない美しいもの（FM愛知、2002年7月1日 - 7月31日）
- RURUTIA Planet（インターネットラジオ、2005年 - ）